# Grand Prix Republiki Włoskiej 1972
Grand Prix Republiki Włoskiej 1972, oficj. Marlboro Gran Premio Republica Italiana – nieoficjalny wyścig Formuły 1, który odbył się 18 czerwca 1972 roku na torze Vallelunga. Zwycięstwo po starcie z pole position odniósł Emerson Fittipaldi.

## Tło
Pierwotny kalendarz mistrzostw świata Formuły 1 sezonu 1972 zakładał, że dwa tygodnie po Grand Prix Belgii odbędzie się Grand Prix Holandii. Jednakże narzucone przez GPDA modyfikacje toru Zandvoort nie zostały urzeczywistnione i holenderska eliminacja nie doszła do skutku. Spowodowało to miesięczną przerwę między Grand Prix Belgii i Grand Prix Francji. W rezultacie ACI zaproponowało zorganizowanie nieoficjalnego wyścigu na torze Vallelunga. Tor ten gościł już dwukrotnie nieoficjalne wyścigi Formuły 1: Coppa Italia 1961 i Grand Prix Rzymu 1963, jednak od tamtych czasów obiekt został dwukrotnie zmodernizowany. Sponsorem zawodów, nazwanych Grand Prix Republiki Włoskiej, zostało Marlboro.
Wyścig nie cieszył się zainteresowaniem i zostało zgłoszonych do niego jedynie ośmiu kierowców, jako że większość regularnej stawki postanowiła przygotować się do Grand Prix Francji. Jednakże lider mistrzostw Emerson Fittipaldi wziął udział w wyścigu, jako jedyny kierowca Lotusa. W fabrycznym zespole BRM ścigali się Peter Gethin i Howden Ganley, natomiast dzięki wsparciu włoskich sponsorów Andrea de Adamich wystartował Surteesem. March zrezygnował z wystawienia problematycznego modelu 721X, zapewniając Nikiemu Laudzie stary model 711. W samochodach tej marki byli zgłoszeni także Mike Beuttler i Henri Pescarolo. Stawkę uzupełniał Nanni Galli w Tecno.

## Wyścig
W wyścigu nie wystartował Lauda, który miał wypadek w kwalifikacjach, wynikły z uszkodzenia opony. Pole position zdobył Fittipaldi, a drugą pozycję startową wywalczył Ganley. Po starcie Fittipaldi zachował prowadzenie, a stawka zachowała kolejność startową. Brazylijczyk szybko powiększał prowadzenie. Z powodu problemów mechanicznych do boksów musiał zjechać Ganley. Na 33 okrążeniu rywalizację z powodu awarii skrzyni biegów zakończył wicelider, Gethin. W tej sytuacji drugie miejsce objął Pescarolo. Po 49 okrążeniach Francuz odpadł z powodu uszkodzenia wahacza. W tej sytuacji zwycięstwo odniósł Fittipaldi, mimo problemów z tylnym spojlerem pod koniec wyścigu. Drugie miejsce zajął de Adamich, zaś trzeci był Galli, który wyprzedził Beuttlera podczas pit stopu Brytyjczyka.

## Lista startowa
| Nr | Kierowca           | Zespół                         | Samochód    | Silnik               | Opony |
| -- | ------------------ | ------------------------------ | ----------- | -------------------- | ----- |
| 1  | Emerson Fittipaldi | John Player Team Lotus         | Lotus 72D   | Ford Cosworth DFV V8 | F     |
| 4  | Henri Pescarolo    | Frank Williams Racing Cars     | March 711   | Ford Cosworth DFV V8 | G     |
| 6  | Andrea de Adamich  | Team Surtees                   | Surtees TS9 | Ford Cosworth DFV V8 | F     |
| 8  | Niki Lauda         | STP March Racing Team          | March 711   | Ford Cosworth DFV V8 | G     |
| 9  | Mike Beuttler      | Clarke-Mordaunt-Guthrie Racing | March 721G  | Ford Cosworth DFV V8 | F     |
| 11 | Peter Gethin       | BRM                            | BRM P160    | BRM P142 V12         | F     |
| 12 | Howden Ganley      | BRM                            | BRM P160    | BRM P142 V12         | F     |
| 14 | Nanni Galli        | Tecno Racing Team              | Tecno PA123 | Tecno P V12          | F     |
| Nr | Kierowca           | Zespół                         | Samochód    | Silnik               | Opony |

## Wyniki

### Kwalifikacje
| P | Nr | Kierowca           | Konstruktor(-silnik) | Opony | Czas    | Odstęp  | Strata  |
| - | -- | ------------------ | -------------------- | ----- | ------- | ------- | ------- |
| 1 | 1  | Emerson Fittipaldi | Lotus-Ford           | F     | 1:09,82 | -       | -       |
| 2 | 12 | Howden Ganley      | BRM                  | F     | 1:10,81 | 0:00,99 | 0:00,99 |
| 3 | 11 | Peter Gethin       | BRM                  | F     | 1:10,93 | 0:00,12 | 0:01,11 |
| 4 | 4  | Henri Pescarolo    | March-Ford           | G     | 1:10,98 | 0:00,05 | 0:01,16 |
| 5 | 6  | Andrea de Adamich  | Surtees-Ford         | F     | 1:11,08 | 0:00,10 | 0:01,26 |
| 6 | 9  | Mike Beuttler      | March-Ford           | F     | 1:12,02 | 0:00,94 | 0:02,20 |
| 7 | 8  | Niki Lauda         | March-Ford           | G     | 1:12,15 | 0:00,13 | 0:02,33 |
| 8 | 14 | Nanni Galli        | Tecno                | F     | 1:12,78 | 0:00,63 | 0:02,96 |
| P | Nr | Kierowca           | Konstruktor(-silnik) | Opony | Czas    | Odstęp  | Strata  |

### Wyścig
| P                                                     | Nr | Kierowca | Konstruktor        | Opony        | Okr. | Czas / Strata | Komentarz |                          |
| ----------------------------------------------------- | -- | -------- | ------------------ | ------------ | ---- | ------------- | --------- | ------------------------ |
| 1                                                     |    | 1        | Emerson Fittipaldi | Lotus-Ford   | F    | 80            | 1h37:31,9 |                          |
| 2                                                     |    | 6        | Andrea de Adamich  | Surtees-Ford | F    | 80            | +0:32,8   |                          |
| 3                                                     |    | 14       | Nanni Galli        | Tecno        | F    | 79            | +1 okr.   |                          |
| 4                                                     |    | 9        | Mike Beuttler      | March-Ford   | F    | 79            | +1 okr.   |                          |
| 5                                                     |    | 12       | Howden Ganley      | BRM          | F    | 59            | +21 okr.  |                          |
| Niesklasyfikowani                                     |    |          |                    |              |      |               |           |                          |
|                                                       |    | 4        | Henri Pescarolo    | March-Ford   | G    | 49            | +31 okr.  | tylny wahacz             |
|                                                       |    | 11       | Peter Gethin       | BRM          | F    | 32            | +48 okr.  | skrzynia biegów          |
| Nie wystartowali / niedopuszczeni do ponownego startu |    |          |                    |              |      |               |           |                          |
|                                                       |    | 8        | Niki Lauda         | March-Ford   | G    |               |           | wypadek w kwalifikacjach |
| P                                                     | Nr | Kierowca | Konstruktor        | Opony        | Okr. | Czas / Strata | Komentarz |                          |